# ディズニーランド・アブダビ
ディズニーランド・アブダビ（Disneyland Abu Dhabi）は、アラブ首長国連邦アブダビのヤス島に建設が予定されているテーマパークおよびリゾート。このリゾートは、ウォルト・ディズニー・カンパニーのライセンスの下、ミラル・グループ（Miral Group）(英語版)が所有・運営を行い、ディズニーの研究開発部門であるウォルト・ディズニー・イマジニアリングが設計と建設を担当する。
2025年5月7日に発表されたこのプロジェクトは、中東地域で初となるディズニーのテーマパークリゾートであり、世界で7番目のディズニーリゾートとなる（他の6つは、ディズニーランド・リゾート、ウォルト・ディズニー・ワールド・リゾート、東京ディズニーリゾート、ディズニーランド・パリ、香港ディズニーランド・リゾート、上海ディズニーリゾート）。また、東京ディズニーリゾートに次いで、ディズニー・エクスペリエンスが直接運営しない2番目のリゾートとなる。

## 歴史
ディズニーは、過去に中東における別のテーマパークプロジェクトと関わりがあったと報じられたことがあった。2011年1月、イスラエルのハイファにて計画されたテーマパークに、ディズニー関連の投資会社シャムロック・ホールディングス（Shamrock Holdings）(英語版)が資金を提供するとされた。イスラエルの経済紙「Globes(英語版)」や業界メディア「Amusement Management」が、ディズニーがプロジェクトに直接関与すると報じた後、ウォルト・ディズニー・パークス・アンド・リゾーツの広報担当者は、「Fast Company(英語版)」に対し、ディズニーがその建設に関与する予定はないと明確に否定した。アブダビでのディズニーパーク開発については、正式発表の10年前から協議が行われていたとされている。

## 概要
リゾートは、ワーナー・ブラザース・ワールド(英語版)、シーワールド・アブダビ(英語版)、フェラーリ・ワールドなどの観光施設がすでに存在するヤス島に建設される。新しいディズニーパークは、ディズニーの象徴的なストーリーやキャラクターと、アブダビの活気ある文化、建築、水辺の景観を融合させることを目指している。
ディズニーCEOのボブ・アイガーは、このプロジェクトを「ディズニーらしく、そしてエミレーツらしい(英語版)」と表現し、地元文化との独自の融合を強調した。リゾートの正式名称はまだ発表されていないが、アイガーはこのプロジェクトを仮称として「ディズニーランド・アブダビ」と呼んでおり、一般にもその呼称が広く使われている。
このパークは、ミラル・グループが資金提供および運営を行い、ウォルト・ディズニー・イマジニアリングが設計を担当する。オープン日は未定で、現在は開発段階。
完成後は、ディズニーをテーマにしたアトラクション、敷地内ホテル、地域文化を反映した飲食・小売施設、エミレーツ文化とデザインを取り入れた没入型体験が提供される予定である。
このアブダビでの発表は、2010年の上海ディズニーランド以来、ディズニーが新しいテーマパークを公式に発表するのは初めてとなる。